# Quentin Bonnetain
Pour les articles homonymes, voir Bonnetain.
Quentin Bonnetain, né le 31 janvier 1989 à Ales, est un kayakiste français.

## Carrière
Quentin Bonnetain est médaillé d'argent en K1 sprint par équipe aux Championnats du monde de descente 2011 à Augsbourg et aux Championnats du monde de descente 2013 à Solkan. Il remporte la médaille d'or en K1 classique par équipe aux Championnats du monde de descente 2012 à Mâcot-la-Plagne.
Aux Championnats du monde de descente 2014 à Valteline, il est sacré champion du monde en K1 sprint individuel et en K1 classique par équipe,.
Il est médaillé d'or en K1 classique, en individuel et par équipes, aux Championnats du monde de descente de canoë-kayak 2022.
Il remporte la médaille de bronze en K1 classique aux Championnats d'Europe de descente de canoë-kayak 2023 à Skopje.

## Parcours politique
À la suite de la dissolution de l'Assemblée nationale par Emmanuel Macron, il est investi candidat de Renaissance dans la 3e circonscription de l'Ardèche pour les élections législatives de 2024. Il arrive en quatrième position au premier tour derrière les candidats du RN, de LFI et le député sortant Fabrice Brun.

### Synthèse des résultats électoraux

#### Élections législatives
| Année | Parti | Parti | Circonscription | 1er tour | 1er tour | 1er tour | 2d tour | 2d tour | 2d tour | Issue |
| Année | Parti | Parti | Circonscription | Voix     | %        | Rang     | Voix    | %       | Rang    | Issue |
| ----- | ----- | ----- | --------------- | -------- | -------- | -------- | ------- | ------- | ------- | ----- |
| 2024  |       | RE    | 3e de l'Ardèche | 5984     | 10,43    | 4e       |         |         |         | Battu |